# Drzewianowo (osada leśna)
Drzewianowo – osada leśna w Polsce położona w województwie kujawsko-pomorskim, w powiecie nakielskim, w gminie Mrocza.